# Cartola

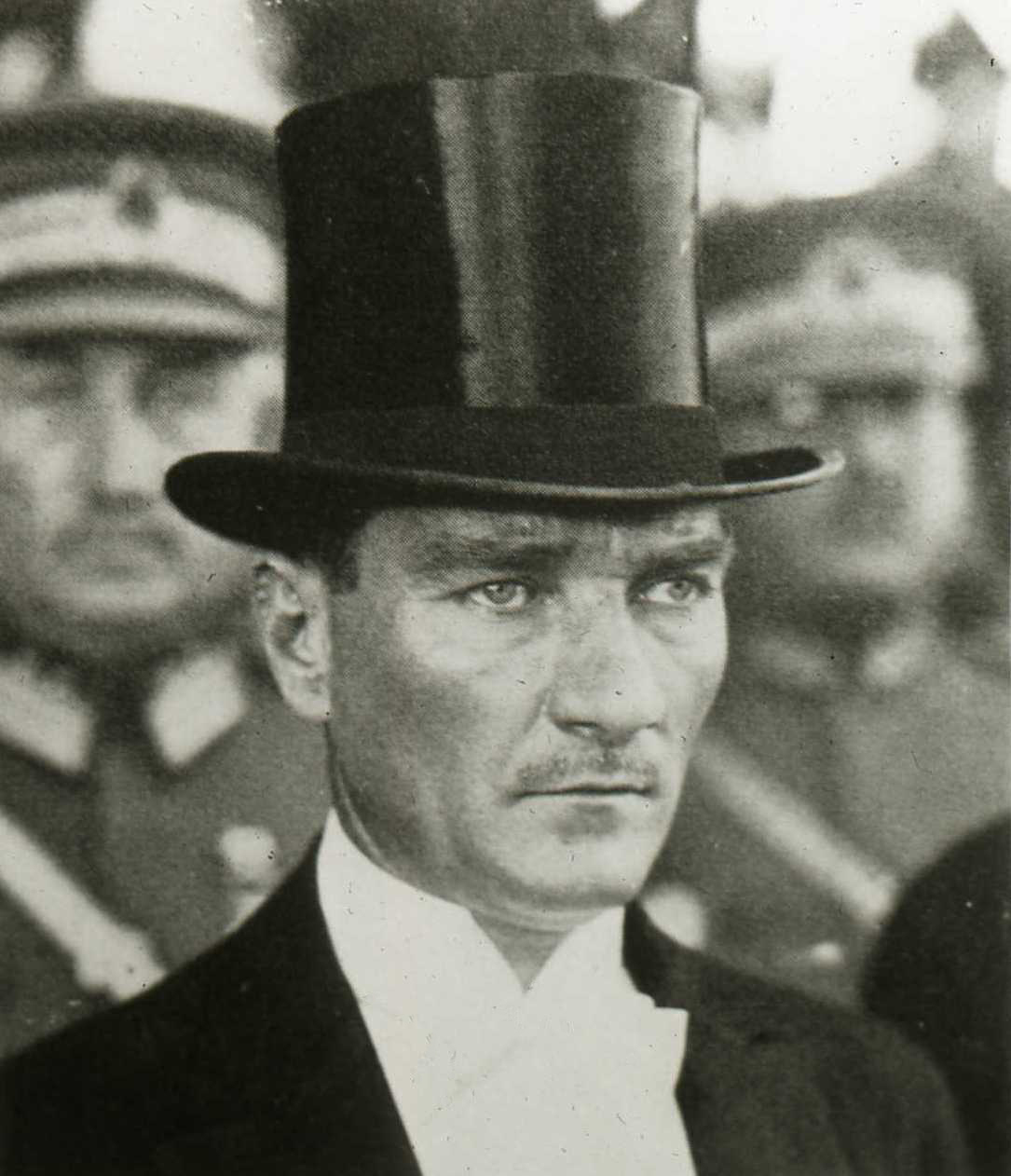
O presidente turco Mustafa Kemal Atatürk usando cartola e casaca, 1925

A cartola é um chapéu masculino de aba estreita, copa alta (chamada de chaminé pelos estilistas da época) e cilíndrica, frequentemente de cor preta e brilhante, e usado habitualmente em ocasiões solenes em conjunto com o fraque (roupa formal diurna) ou com a casaca (roupa formal noturna). Era chamado originalmente de chapéu alto.
Na segunda metade do século XIX com o engajamento das mulheres, geralmente de baixa estatura, às companhias de navegação e a necessidade de diferenciá-las do uniforme dos homens, que usavam o famoso Quepe Militar, desenhou-se uma indumentária semelhante ao Quepe, que foi a Cartola, os estilistas costumavam acrescentar as cores da companhia de navegação no contorno da chamada chaminé da cartola.
No século XIX, o espírito popular já o criticava, apelidando-o de "chaminé", de "canudo" ou de "cartola", uma variante de "quartola", nome dado a uma pequena pipa que correspondia a um quarto de tonel, com a qual o chapéu se parecia.
Nas caricaturas da imprensa, a cartola, o fraque, o monóculo e o charuto compõem a figura dos novos-ricos e dos magnatas. Por associação, passou a denominar a classe dos dirigentes esportivos que enriqueceram — muitas vezes ilicitamente — administrando clubes de futebol.

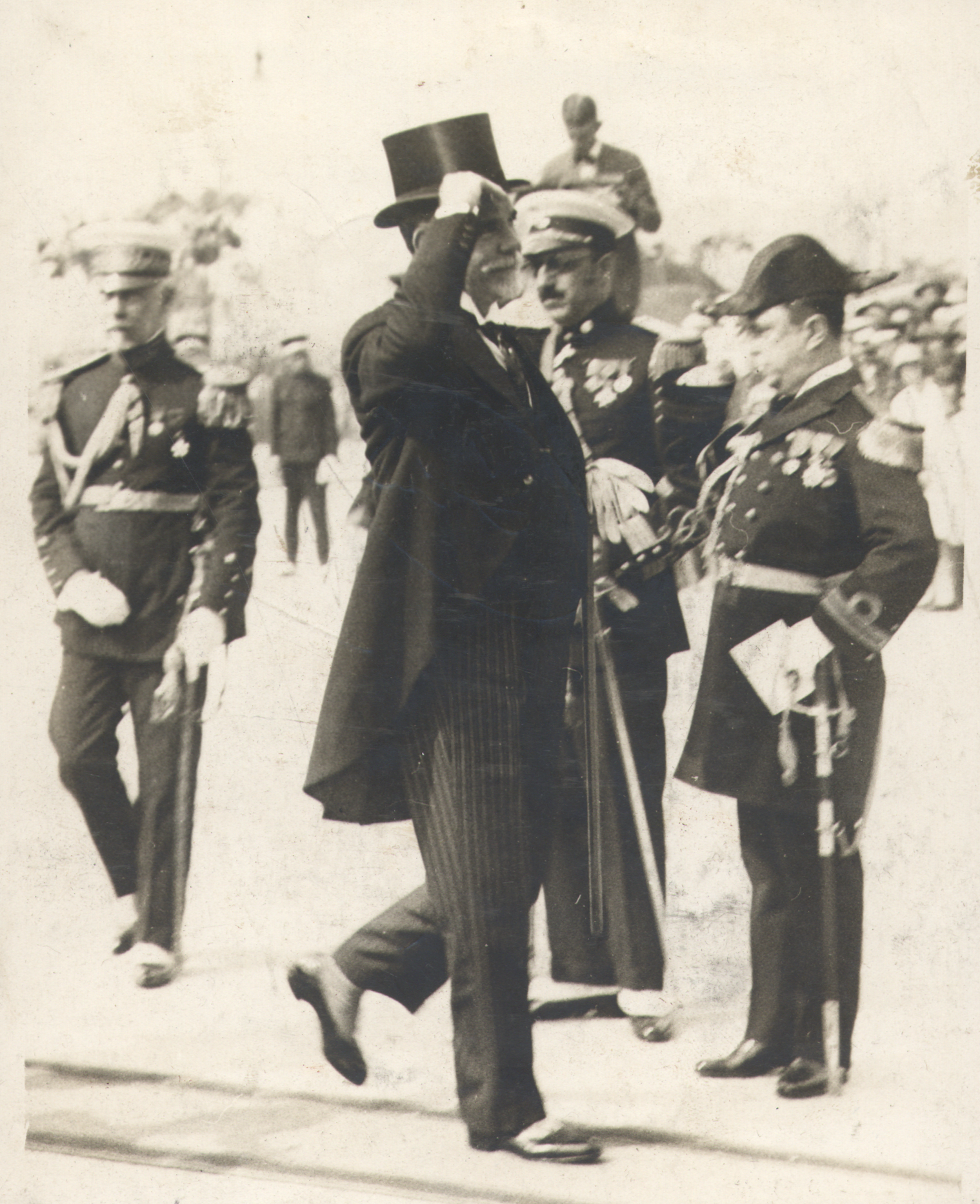
Washington Luís chega ao Palácio para assistir o desfile das tropas (1928)
Tio Sam, personagem símbolo dos Estados Unidos da América
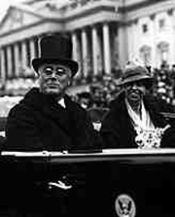
Franklin Delano Roosevelt, presidente estadunidense (1932)
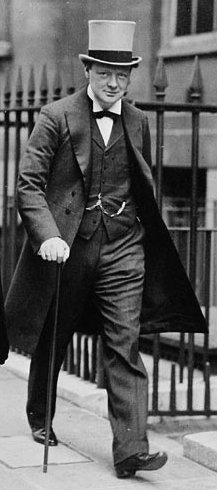
Winston Churchill, estadista britânico (1912)
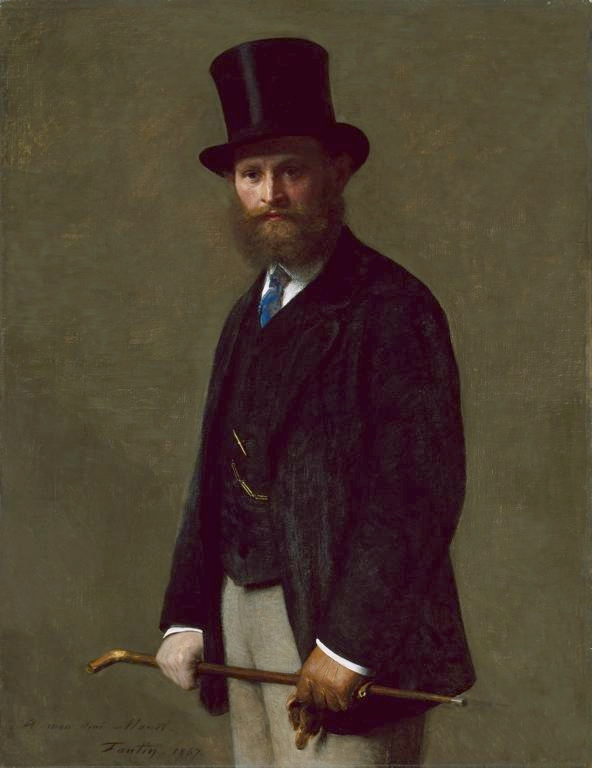
Édouard Manet, pintor francês
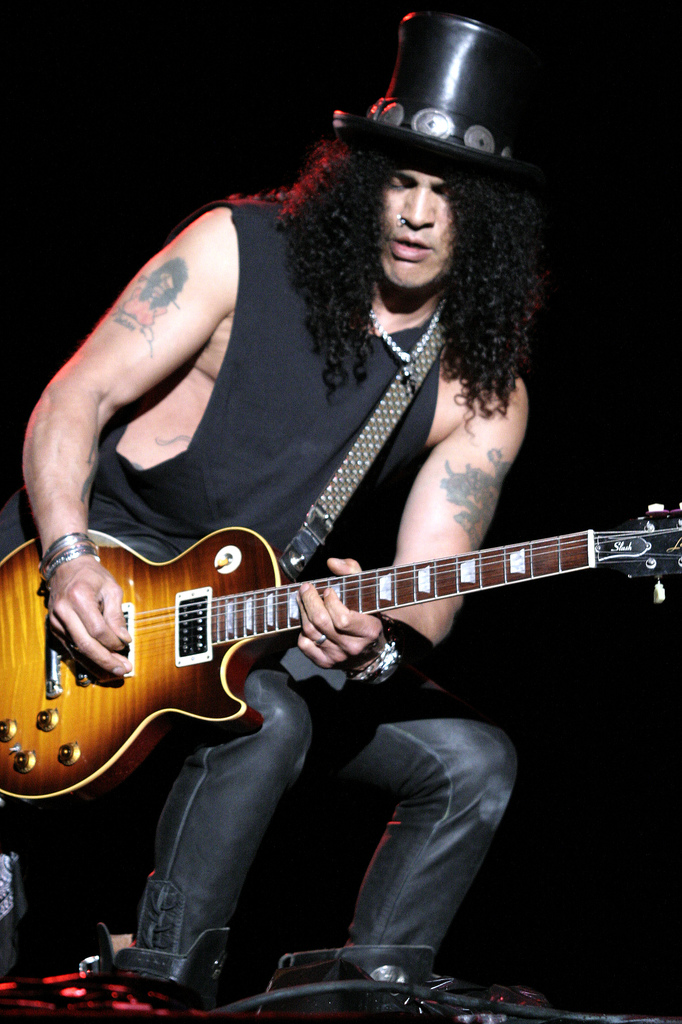
Slash